# Спортивная гимнастика на летних Олимпийских играх 1960 — перекладина (мужчины)
Результаты мужских соревнований по спортивной гимнастике в упражнениях на перекладине — одной из восьми дисциплин в спортивной гимнастике на 17-х летних Олимпийских играх 1960 года в Риме.
До 1996 г. участники чемпионатов мира и Олимпийских игр должны были выполнять обязательные упражнения, составленные Международной федерацией гимнастики (ФИЖ) и произвольные (составленные самими спортсменами с соблюдением определенных требований к трудности) упражнения. После 1996 года обязательные упражнения были отменены, и гимнасты стали исполнять на всех соревнованиях только произвольные упражнения.

## Результаты

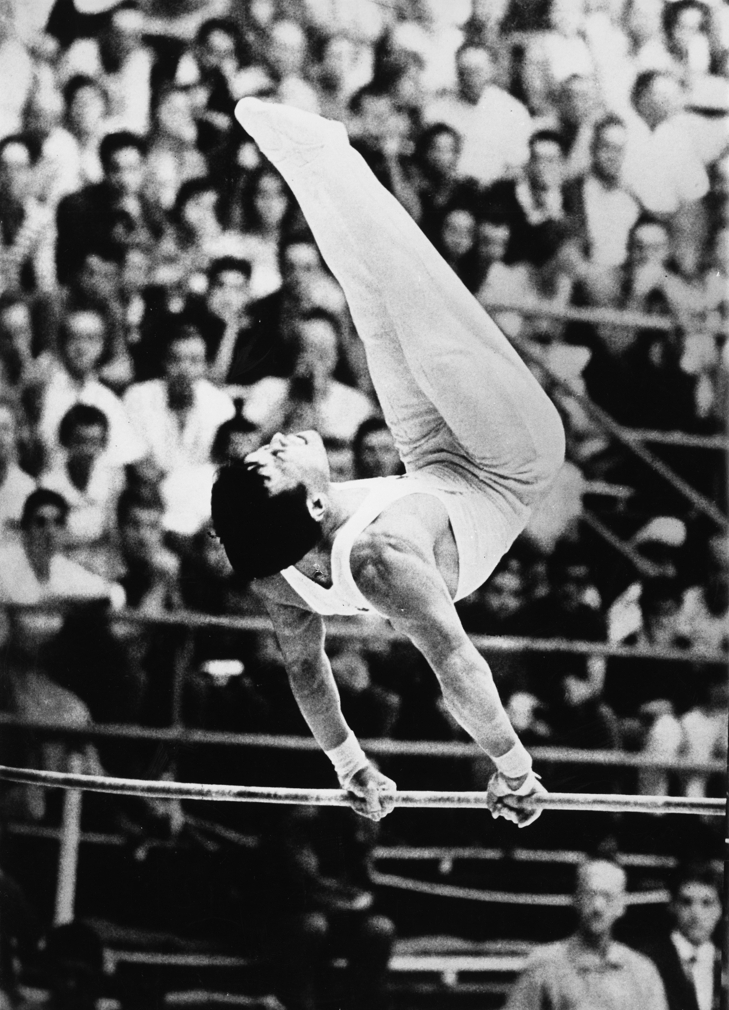
Выступление Такаси Оно на летних Олимпийских играх 1960

### Квалификация
В соревнованиях с обязательными и произвольными упражнениями принимало участие сто тридцать гимнастов. Шесть гимнастов с максимальными результатами в квалификации вышли в финал.

### Финал
| Место | Гимнаст                    | C & V/2 | Финал | Сумма  |
| ----- | -------------------------- | ------- | ----- | ------ |
|       | Оно Такаси (Япония)        | 9.800   | 9.800 | 19.600 |
|       | Maсао Такэмото (Япония)    | 9.775   | 9.750 | 19.525 |
|       | Борис Шахлин (СССР)        | 9.775   | 9.700 | 19.475 |
| 4     | Юкио Эндо (Япония)         | 9.725   | 9.700 | 19.425 |
| 5     | Юрий Титов (СССР)          | 9.750   | 9.650 | 19.400 |
| 6     | Мирослав Церар (Югославия) | 9.750   | 9.650 | 19.400 |

- C & V/2 — (упражнения обязательные + произвольные)/2